# Jablaniza-Gletscher
Der Jablaniza-Gletscher (bulgarisch ледник Ябланица lednik Jablaniza) ist ein 1,8 km langer Gletscher auf Smith Island im Archipel der Südlichen Shetlandinseln. Er fließt von den Nordwesthängen der Imeon Range westlich des Drinov Peak zur Cabut Cove.
Bulgarische Wissenschaftler kartierten ihn 2008. Die bulgarische Kommission für Antarktische Geographische Namen benannte ihn im selben Jahr nach der Ortschaft Jablaniza im Norden Bulgariens.